# Tjänsteföretag
Tjänsteföretag är en beteckning på företag vars affärsidé är att i första hand tillhandahålla någon form tjänst till marknaden. Tjänsteföretag särskiljs från tillverkande företag som tillhandahåller olika former av produkter och företag som tillhandahåller obearbetade råvaror. Många gånger kan gränsdragningen mellan tjänsteföretag och tillverkande företag vara oklar, då många tillverkande företag ofta tillhandahåller olika former av tjänster också, till exempel installation eller service. 
Enligt konsumentverket är du själv eller ditt företag tillverkade om du påverkar en produkts egenskaper eller framstår som tillverkare för den som köper produkten. 
I nationalekonomi betecknar man tjänsteföretag och tjänsteproduktionens andel av tillverkande företag gemensamt för tjänstesektorn. Ibland inkluderas tjänsteproduktion inom offentlig sektor i måttet men andra gånger inkluderas bara den privatägda tjänsteproducenterna. I Sverige har olika beräkningar kommit fram till att tjänstesektorn utgör mellan 60 och 70 procent av BNP.
Tjänstesektorns andel av BNP har ökat i de flesta utvecklade länder på den varuproducerande sektorns bekostnad, något som försökt förklarats på olika sätt. En förklaring är att det sker en förskjutning av efterfrågan mot tjänster då inkomsterna ökar. En annan förklaring är att det är den snabba produktivitetsutvecklingen i tillverkningsindustrin som gör arbetskraft överflödig, arbetskraft som istället sysselsätts i tjänstesektorerna. En tredje förklaring är den ökade specialiseringen och renodlingen i näringslivet, där tillverkningsindustrier har valt att lägga ut produktion (outsourca) av olika tjänster på externa företag istället för att sköta det själva. Då ökar tjänstesektorns andel av BNP på tillverkningsindustrins bekostnad i statistiken, trots att samma varor och tjänster produceras som tidigare.